# Þorsteinn Styrsson
Þorsteinn Styrsson (Thorstein, n. 980), fue un vikingo y bóndi de Helgafell, Snæfellsnes en Islandia. Era hijo de Styr Þorgrímsson. Es un personaje de la saga de Víga-Glúms, y también aparece citado en la saga Eyrbyggja. Se casó con Hródný Ketilsdóttir (n. 984), pero se desconoce si tuvo descendencia.